# Linea 5 (metropolitana di San Paolo)
La linea 5 (Linha 5–Lilás in portoghese) è una delle sei linee che formano la rete della metropolitana di San Paolo. Collega i quartieri sud-occidentali, con capolinea Capão Redondo, al distretto residenziale di Vila Mariana, attestandosi al capolinea di Chácara Klabin, dove s'interseca con la linea 2.
Costruita a tratti dal 2002 al 2019, dal 5 aprile 2018 lo stato di San Paolo ha assegnato la gestione della linea alla società privata ViaMobilidade.

## Storia
La sezione sud-occidentale della linea, tra Largo Treze e Capão Redondo, è stata completata nel 2002 ed è stata concepita come linea ferroviaria del CPTM ed era stata denominata Linea G. Il progetto è stato trasferito alla Metropolitana di San Paolo e rinominato Linea 5 - Lilla. La costruzione di un'estensione settentrionale che assicurava il collegamento al resto della rete della metropolitana di San Paolo è iniziata nel 2009, con un fine lavori fissato al 2013. Il progetto si è arenato a causa di problemi di acquisizione di proprietà ed è stato riavviato nel 2011. Il termine dei lavori di completamento è stato rinviato più volte. L'opera è stata inaugurata l'8 aprile 2019.